# Jóhann Berg Guðmundsson
Pour le footballeur islandais né en 1977, voir Jóhann Guðmundsson.
Jóhann Berg Guðmundsson est un footballeur international islandais né le 27 octobre 1990 à Reykjavik. Actuellement à Al-Dhafra, il joue au poste d'attaquant ou de milieu offensif.

## Biographie

### Carrière en club

#### Jeunesse
Né à Reykjavík, Jóhann commence sa carrière au Breiðablik Kopavogur, mais part pour l'Angleterre au début de sa carrière lorsque ses parents décident de s'y installer. Il fait un passage avec l'équipe de Chelsea FC, puis avec un autre club du sud-ouest de Londres, le Fulham FC, tout en étudiant à l'International School of London. Après avoir échoué à s'adapter à la vie à Londres, il décide de retourner en Islande en 2008, rejoignant son club d'enfance le Breiðablik Kopavogur car il a admis avoir manqué de temps de jeu et d'aller à l'école avec ses amis. Après son retour à Breiðablik, Jóhann fait ses débuts senior lors du match d'ouverture de la saison, où il joue 72 minutes, lors d'un match nul 1–1 contre Íþróttabandalag Akraness. Il s'impose comme titulaire de l'équipe première lors de l'Úrvalsdeild 2008, où il joue souvent comme ailier gauche et attaquant. Il inscrit son premier but le 7 juillet 2008, lors d'une victoire 2-0 contre Fylkir. Jóhann termine la saison avec 22 apparitions, six buts et est élu meilleur joueur pour le deuxième tiers de la saison de l'Úrvalsdeild.

#### AZ Alkmaar
Après l'échec d'une précédente offre du Hamburger SV, Jóhann a été transféré au club néerlandais du AZ Alkmaar le 28 janvier 2009, signant un contrat de 5 ans. Après avoir passé deux saisons dans la réserve du club, Jóhann a eu une première chance en équipe sous la nouvelle direction de Gertjan Verbeek. Jóhann a marqué lors de ses débuts en AZ au premier tour des éliminatoires de la Ligue Europa, lors d'une victoire 2-0 contre l'IFK Göteborg au match aller et a continué à passer au tour suivant malgré une défaite 1-0 au match retour. Jóhann a ensuite fait ses débuts en championnat pour le club, disputant le match d'ouverture de la saison, lors d'un match nul 1-1 contre le NAC Breda. Jóhann a de nouveau marqué lors de la première journée de la phase de groupes de la Ligue Europa, lors d'une victoire 2-1 contre le Shérif Tiraspol et a de nouveau marqué au troisième tour de la Coupe KNVB, lors d'une victoire 3-2 contre Den Bosch. Jóhann a ensuite marqué son premier but en championnat le 29 janvier 2011, lors d'une victoire 6-1 contre VVV-Venlo. Jóhann a ensuite terminé la saison 2010-11, faisant trente-quatre apparitions et marquant quatre fois dans toutes les compétitions.
Au cours de la saison 2011-12, Jóhann a bien commencé la saison lorsqu'il a marqué au premier tour des éliminatoires de la Ligue Europa, lors d'une victoire 2-0 contre Jablonec et a continué à passer au tour suivant après un match nul 1-1. Trente jours plus tard, le 28 août 2011, Jóhann a marqué son premier but en championnat de la saison, lors d'une victoire 3-0 contre le FC Groningue et a de nouveau marqué contre eux le 22 septembre 2011, dans un 4-2 au deuxième tour de la Coupe KNVB. Puis, le 25 novembre 2011, Jóhann a marqué son deuxième but en championnat, lors d'une victoire 2-0 contre le FC Utrecht. Le 6 janvier 2012, Jóhann a signé une prolongation de contrat avec le club, le gardant jusqu'en 2014. Jóhann a ensuite marqué deux autres buts vers la fin de la saison 2011-12 contre Heracles Almelo et le RKC Waalwijk. Jóhann a terminé la saison 2011-12, faisant 47 apparitions et marquant six fois dans toutes les compétitions. Au cours de la saison 2012-13 , Jóhann est resté dans la ligne de départ jusqu'à ce qu'il reçoive un carton rouge à la 82e minute, lors d'un match nul 0-0 contre le SC Heerenveen le 26 août 2012 et a dû purger une suspension de deux matches en conséquence. Après avoir purgé une suspension de deux matches, Jóhann a ensuite marqué son premier but de la saison le 28 octobre 2012, lors d'une victoire 2-1 contre le Vitesse Arnhem et a marqué un doublé quatre jours plus tard lors d'une victoire 4-1 contre Sneek Wit Zwart. Le deuxième but de Jóhann en championnat est alors survenu le 26 avril 2013, ainsi que, en inscrivant l'un des buts, lors d'une victoire 4-0 contre Heerenveen. Jóhann a joué un rôle dans la campagne de la Coupe KNVB lorsqu'il a marqué deux autres buts contre Den Bosch et l'Ajax Amsterdam et finalement, les a aidés à atteindre la finale de la Coupe KNVB, dans une victoire 2-1 contre le PSV Eindhoven, où il a joué 74 minutes avant d'être remplacé par Steven Berghuis. Jóhann a terminé la saison 2012-13, faisant 39 apparitions et marquant six fois dans toutes les compétitions. Au cours de la saison 2013-14, Jóhann a marqué son premier but de la saison et a joué 98 minutes après que le match soit allé en prolongation, dans une défaite 3-2 contre l'Ajax dans le Johan Cruyff Shield. À la fin de 2013, Jóhann a marqué sept buts en Ligue Europa et en championnat combinés contre Atromitos FC (deux fois), Maccabi Haïfa (deux fois), Groningen, Shakhter Karagandy et l'ADO Den Haag. Ce n'est qu'au match de la saison que Jóhann a marqué son premier but en 2014, où il a joué 21 minutes, lors d'un match nul 1–1 contre Feyenoord. À la fin de la saison 2013-14, Jóhann a fait 53 apparitions et marqué neuf buts dans toutes les compétitions.

#### Charlton Athletic
Le 11 juillet 2014, Jóhann est retourné à Londres, ce déménagement dans le quartier de Greenwich, signant pour l'équipe de championnat Charlton Athletic pour un contrat de deux ans après avoir quitté l'AZ. Le déménagement a également marqué son retour en Angleterre pour la première fois en huit ans. En rejoignant l'équipe du sud-est de Londres, Jóhann a reçu le maillot numéro sept avant la nouvelle saison. Jóhann a fait ses débuts à Charlton Athletic, lors du match d'ouverture de la saison, lors d'un match nul 1–1 contre les promus, le Brentford FC. Il a marqué son premier but en championnat pour le club, lors d'un match nul 1–1 contre Rotherham United le 20 septembre 2014. En novembre, Jóhann a rapidement souffert de trois blessures qui l'ont empêché de sortir à court terme. Il est ensuite revenu dans la première équipe après des blessures et a rapidement marqué son doublé, lors d'un match nul 2–2 contre Leeds United le 4 novembre 2014. Il a attiré l’œil des spectateurs après une série de buts impressionnants, dont le plus notable est venu contre Cardiff City le lendemain de Noël, dans lequel il a remporté le but de la saison.Jóhann a ensuite marqué six autres buts pour le club, au fur et à mesure que la saison 2014-15 progressait, y compris contre le Blackpool FC, ce qui lui a valu le but du concours du mois de mars. Jóhann a été élu deuxième de la compétition de joueur de la saison du club après une première campagne impressionnante, qui l'a vu marquer un total de 11 buts en 37 matchs. Avant la saison 2015-16, Jóhann a signé un nouveau contrat de quatre ans avec le club le 22 juillet 2015.Jóhann a ensuite marqué deux buts en deux matches entre le 22 août 2015 et le 29 août 2015 contre Hull City et Wolverhampton Wanderers. Jóhann fut bientôt sur la touche pour le reste du mois de décembre lorsqu'il fut boité lors d'un match contre les Bolton Wanderers. Après avoir fait son retour dans la première équipe, Jóhann a marqué quatre autres buts pour le club, au fur et à mesure que la saison 2015-16 avançait, contre Preston North End, Birmingham City, Brighton & Hove Albion et Leeds United. Bien que le club ait été relégué en League One terminant 22e, Jóhann a terminé la saison 2015-16, faisant 42 apparitions et marquant six fois dans toutes les compétitions. Néanmoins, Jóhann a été le meilleur passeur du championnat lors de la saison 2015-2016.

#### Burnley
Le 19 juillet 2016, Jóhann a rejoint l'équipe nouvellement promue de Premier League, le Burnley FC, pour un contrat de trois ans pour un montant non divulgué, aux côtés du gardien Nick Pope. Il a fait ses débuts à Burnley, lors du match d'ouverture de la saison, remplaçant Scott Arfield à la 75e minute, dans une défaite 1-0 contre Swansea City. Son premier but contre Burnley est survenu lors d'une victoire 3-2 contre Crystal Palace le 5 novembre 2016. Le 30 janvier 2021, il a signé un nouveau contrat qui le maintiendra à Burnley jusqu'en juin 2023. Par la suite, le 6 février 2021, il a marqué son premier but de la saison 2020-21 lorsqu'il a marqué l'égalisation contre Brighton lors du match à domicile qui s'est terminé 1-1. En janvier 2023, après avoir retrouvé la forme et la forme physique, a signé un nouveau contrat, d'une durée jusqu'à l'été 2024, avec une option d'une année supplémentaire. Johann, a été un habitué de l'équipe sous Vincent Kompany et a connu une saison impressionnante, dans ce qui est devenu fantastique pour Burnley. Inclus dans cela était un coup franc fantastique à Loftus Road dans un 3-0 contre QPR.

### Carrière en sélection
Guðmundsson est par la suite sélectionné par l'entraîneur Lars Lagerback pour faire partie des 23 joueurs participant à l'Euro 2016. Lors du tournoi en France, il participe à la compétition avec son équipe nationale, l'aventure s'arrête en quart de finale lorsque l'Islande perd contre l'équipe de France (2-5). Il fait partie de la liste des 23 joueurs islandais sélectionnés pour disputer la Coupe du monde de 2018 en Russie. Il y jouera deux des trois matchs face à l'Argentine et la Croatie. Les Islandais sont éliminés dès la phase de groupes.

## Statistiques
| Saison    | Club       | Pays       | Championnat        | Coupes nationales | Coupes d’Europe   |
| --------- | ---------- | ---------- | ------------------ | ----------------- | ----------------- |
| 2010-2011 | AZ Alkmaar | Eredivisie | 23 matchs / 1 but  | 2 matchs / 1 but  | 9 matchs / 2 buts |
| 2011-2012 | AZ Alkmaar | Eredivisie | 30 matchs / 3 buts | 4 matchs / 2 buts | 13 matchs / 1 but |
| 2012-2013 | AZ Alkmaar | Eredivisie | 31 matchs / 2 buts | 6 matchs / 4 buts | 1 match           |

## Palmarès
- AZ Alkmaar
  - Coupe des Pays-Bas :
    - Vainqueur : 2013

- Burnley FC
  - Championnat d'Angleterre de deuxième division :
    - Champion : 2023